# Цареборисовское городище
Царебори́совское городи́ще (ранее также — Борисовское городище) — памятник археологии в Изюмском районе Харьковской области, остатки средневекового города Царёв-Борисова, существовавшего в 1599—1612 годах и во второй половине XVII века. Культурный слой неглубок, но очень насыщен предметами. Городище активно исследуется с 2004 года. Артефакты с Цареборисовского городища составляют значительную часть экспонируемых фондов Изюмского краеведческого музея.

## История

### Взятие под государственную охрану
Взятие под охрану государством Цареборисовского городища было осуществлено Харьковским областным исполнительным комитетом в годы существования УССР 25 января 1972 года. Областной исполком решением № 61 присвоил городищу статус памятника истории:9.
Административно городище принадлежит Оскольскому сельскому совету Изюмского района Харьковской области. Факт существования городища отмечен на местности каменный памятный знак в виде стелы, расположенный в поле. Украинский археолог Ирина Голубева отмечает, что памятный знак установлен неправильно, в поле далеко за границами крепости. Также с памятного знака сорвана табличка:9.

### Вид городища
Остатки крепости Царёв-Борисов расположены на правом коренном мысу реки Оскол при впадении в неё реки Бахтин. Этот мыс перерезан со всех сторон крупными ярами вследствие эрозии почвы. Склоны засажены деревьями. Городище пересекает широкая грунтовая дорога сельскохозяйственного назначения. Крепость состоит из двух линий укреплений, оборудованных по принципу «ров — вал», которые разделяют её на детинец и два посада (для археологических потребностей обозначаемых как А и В). Половина поверхности посада А использовалась в последующие годы под сельскохозяйственные нужды и оказалась распахана, посад В сохранился в первоначальном виде и полностью находится под лесом:8.

### Археологические исследования и находки
Первые раскопки Цареборисовского городища произвёл А. С. Федоровский в 1923 году. Годом ранее местные краеведы собрали на городище значительное количество обломков керамики и вещей XVII столетия, в частности, изразцов. 
С 2004 года на городище осуществляются ежегодные археологические раскопки. За пять последующих лет было раскопано более 1 тыс. кв. м. территории крепости, получено значительное количество археологических находок, значительная часть которых была размещена в Изюмском краеведческом музее, выявлены и задокументированы жилые, производственные и хозяйственные сооружения. В результате раскопок установлено, что у Цареборисовского городища было два периода существования здесь хозяйственной культуры: первый датируется 1599—1604/1605 годами и связан с поселенцами Русского государства, второй затрагивает период 50-х — 70-х годов XVII века и связан преимущественно с переселенцами из Правобережной Украины. Также археологические исследования позволили установить, что жители покинули территорию городища в конце XVII века и больше на его территории не селились:9-10.
Московская культура начала XVII века (первого периода существования города, 1599—1612 годы) археологически представлена преимущественно керамикой — горшками московского типа. Бытовая керамика черкасского типа (второго периода существования города, вторая половина XVII века) представлена частями горшков, мисок, полумисок, макитр и крынок. По характеру декорирования поверхности они разделяются на две группы: дымлёная посуда (серого и чёрного цвета) и светлая глиняная посуда, расписанная красным орнаментом. Среди предметов труда встречаются железные ножи, ложкорезы, пробойники, долота, свёрла, конские удила, гвозди. Встречаются в большом количестве железные подковы, преимущественно второй половины XVII века. На территории укреплений часто встречаются свинцовые пули и черешковые металлические наконечники стрел:10-11.
Украшения представлены преимущественно медными крестиками, медными и серебряными перстнями и серьгами. Первый московский период представлен серебряными монетами Ивана Грозного, Фёдора Иоанновича и Бориса Годунова. Второй период даёт более распространённые находки монет, преимущественно западноевропейского происхождения: наиболее многочисленны билонные монеты прибалтийских владений Швеции — короля Густава Адольфа, королевы Христины Августы, короля Карла X Густава и Карла XI, на втором месте по распространению являются монеты Речи Посполитой — гроши Сигизмунда III Вазы и солиды Яна Казимира. Среди крымских монет обнаружена только одна серебряная монета мелкого достоинства периода Мухамеда Гирея IV. Представлены также монеты Русского государства — царей Михаила Фёдоровича и Алексея Михайловича:11.
В 2007 году на территории городища были раскопаны остатки сталелитейной мастерской.